# Transporte Automotor Municipal Sociedad del Estado - UTE
Pour les articles homonymes, voir Transporte Automotor Municipal Sociedad del Estado.
Transporte Automotor Municipal Sociedad del Estado - UTE, aussi appelée Transporte Automotor Municipal Sociedad del Estado - UTE ou TAMSE - UTE, est une ancienne société argentine de transport en commun dans la ville de Córdoba. UTE a commencé ses activités le 1er septembre 2013 après l'union de l'entreprise municipale TAMSE, avec les entreprises ERSA Urbano (du Grupo ERSA) et Autobuses Santa Fe. Elle a mis fin à ses activités en tant que telle en mars 2014. Cette société desservait provisoirement les routes rouges, vertes, les rocades, les corridors transversaux et différentiels.

## Histoire
L'origine de Transporte Automotor Municipal Sociedad del Estado (TAMSE) se situe au milieu de l'année 2002, alors que le pays subissait les conséquences de la crise socio-économique, à la suite du départ anticipé du président de l'époque, Fernando De la Rúa. Le 17 juin de cette année-là, la municipalité annule la concession de l'UTE Ideal - San Justo, qui exploitait les lignes d'autobus, et prend en charge ces couloirs, en signant le décret de création de TAMSE, qui commence à fonctionner avec environ 70 autobus loués, en absorbant les employés de l'entreprise déchue et sans possibilité de réaliser des investissements de capitalisation.
En mai 2013, le maire de Cordoue, Ramón Javier Mestre, a annoncé la privatisation de TAMSE par le biais d'un appel d'offres, qui a été rejeté par les conducteurs de l'entreprise et par l'UTA (Unión Tranviarios Automotor),.
Les entreprises qui ont soumissionné pour les lignes de TAMSE et celles des autres lignes d'autobus qui étaient en mains privées étaient les entreprises locales Ciudad de Córdoba et Coniferal, ainsi que Autobus Santa Fe et ERSA Urbano.
Le 15 août 2013, la pré-adjudication du nouveau système de transport municipal (qui doit démarrer en 2014) a été annoncée aux 4 entreprises qui ont répondu à l'appel d'offres. Du 1er septembre à mars 2014, les lignes de bus TAMSE ont été exploitées par Grupo ERSA (par le biais d'ERSA Urbano) et par Autobuses Santa Fe par le biais d'une Unión Transitoria de Empresas (UTE),.
TAMSE - UTE en est venu à gérer un parc de 310 unités, dont 60 différentielles,.